# Leave Me Alone (Hinds)
Leave Me Alone è il primo album in studio del gruppo musicale spagnolo Hinds, pubblicato l'8 gennaio 2016 da Lucky Number e Mom + Pop Music.

## Tracce
1. Garden – 4:07
2. Fat Calmed Kiddos – 3:02
3. Warts – 2:35
4. Easy – 2:24
5. Castigadas en el Granero – 3:46
6. Solar Gap – 2:25
7. Chili Town – 3:17
8. Bamboo – 3:49
9. San Diego – 2:30
10. And I Will Send Your Flowers Back – 3:34
11. I'll Be Your Man – 3:17
12. Walking Home – 3:12

- Disco Bonus Edizione Deluxe

1. Holograma (Los Nastys cover)
2. When It Comes to You (Dead Ghosts cover)
3. Castigadas en el Granero (Barn version)
4. Between Cans (Barn version)
5. Trippy Gum
6. Davey Crockett (Thee Headcoats cover)
7. Whiskey (demo of unreleased song, 11 January 2014)
8. Walking Home (demo, 16 April 2015)
9. San Diego (demo, 6 August 2014)
10. Fat Calmed Kiddos (demo, 24 May 2014)
11. Chili Town (demo, 28 February 2015)
12. Castigadas en el Granero (8-bit version)

## Formazione
- Carlotta Cosials – voce, chitarra
- Amber Grimbergen – batteria
- Ade Martín – basso
- Ana García Perrote – voce, chitarra

## Classifiche
| Classifica (2016) | Posizione massima |
| ----------------- | ----------------- |
| Regno Unito       | 47                |